# Skarnsundbrua
Die Skarnsundbrua (deutsch Skarnsundbrücke) ist eine Straßenbrücke über den Skarnsund in Norwegen, der den Beitstadfjord genannten inneren Teil des Trondheimfjords mit dessen äußerem Teil verbindet. Die Skarnsund-Brücke führt die Provinzstraße 755 mit einer lichten Höhe von 45 m über den Skarnsund und verbindet dadurch den Ort Straumen in der Kommune Inderøy, Provinz Trøndelag mit dem Ort Mosvik in der ehemaligen Kommune Mosvik, die inzwischen zu Inderøy gehört.

## Beschreibung
Die Skarnsundbrücke ist eine Schrägseilbrücke mit zwei Fahrspuren und einem Geh- und Radweg auf der südlichen Seite. Sie war bei ihrer Eröffnung 1991 die Schrägseilbrücke mit der längsten Spannweite der Welt und hat immer noch die längste Spannweite aller Schrägseilbrücken mit einem Beton-Brückendeck.
Ihre beiden A-förmigen Pylone aus Stahlbeton stehen wenige Meter vor dem Ufer und überragen den Wasserspiegel um 152 m. Die Stiele der Pylone sind in Höhe des Wasserspiegels und unmittelbar unter dem Brückendeck durch Querriegel miteinander verbunden und versteift.
Das Brückendeck besteht aus einem 13 m breiten, durchlaufenden Hohlkastenträger aus Spannbeton, der ein Profil in Form eines sehr flachen, auf der Spitze stehenden Dreiecks hat. Unter der Deckplatte sind zwei schräge Platten angeordnet, die sich in der Mitte unter der Deckplatte treffen. Die Konstruktionshöhe des Brückendecks beträgt nur 2,15 m.
Die Brücke hat eine Spannweite von 530 m zwischen den Pylonen. Die außerhalb der Pylone von den Schrägseilen überspannten Abschnitte des Brückendecks sind jeweils 190 m lang, davon sind allerdings nur die ersten 109 m lediglich an den Seilen aufgehängt. Danach folgen vier scheibenartige Pfeiler im Abstand von je 27 m, die das Brückendeck stützen und gleichzeitig verankern gegenüber dem von den Schrägseilen ausgeübten Zug, der z. B. durch Verkehrslasten verursacht wird, die sich über die Hauptspanne bewegen. Am westlichen Ende schließt sich eine 80 m lange Plattenbalkenbrücke auf drei Pfeilern an, die das Brückendeck in einem weiten Bogen mit der Straße am Hochufer verbindet. Am östlichen Ufer werden nur 20 m von der letzten Abspannung bis zur Straße überbrückt.

## Geschichte
Die Brücke wurde von dem Ingenieurbüro Johs. Holt geplant, von 1989 bis 1991 von Aker gebaut und am 19. Dezember 1991 von König Harald V. eröffnet. Seit 2008 steht sie unter Denkmalschutz.